# Corner (Familie)

Wappen der Cornaro/Corner

Cornaro (venezianisch Corner, mit Endbetonung, daher oft Cornèr geschrieben) ist der Name einer erloschenen venezianischen Patrizierfamilie (siehe: Patriziat von Venedig).
Die Cornèr stellten u. a. vier Dogen der Republik Venedig und sechzehn Bischöfe, davon neun Kardinäle.
Die Familie ist nicht zu verwechseln mit der Ende des 18. Jahrhunderts aus Oberitalien eingewanderten und im 19. Jahrhundert geadelten österreichischen Familie der Freiherrn von Cornaro, mit der kein nachweisbarer Zusammenhang besteht.

## Bekannte Namensträger

### Dogen von Venedig
- Marco Corner (um 1288–1368), Doge von Venedig
- Giovanni I. Corner (1551–1629), Doge von Venedig
- Francesco Corner (1585–1656), Doge von Venedig
- Giovanni II. Corner (1647–1722), Doge von Venedig

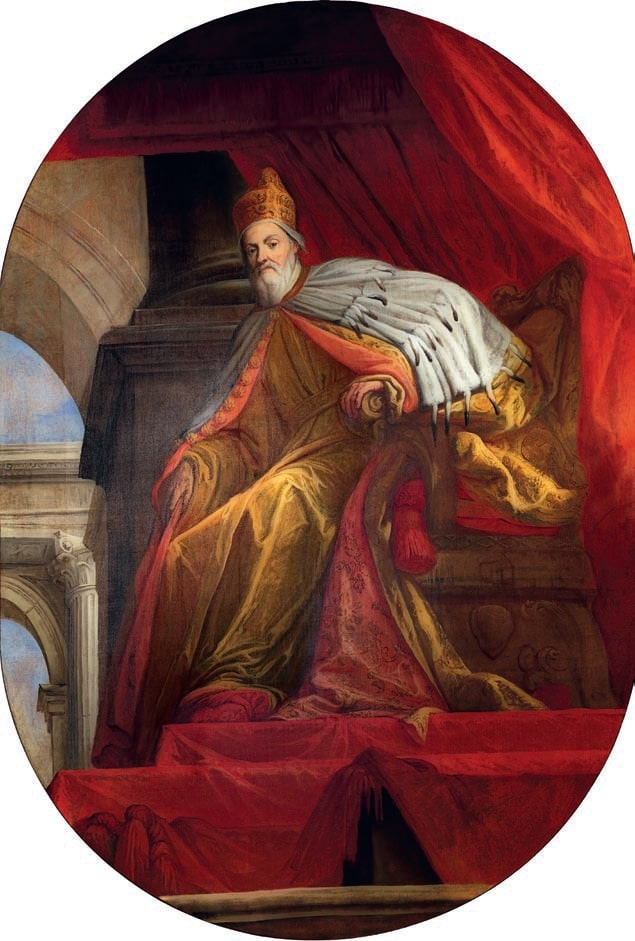
Giovanni I. Corner (1556–1629), von Sebastiano Ricci
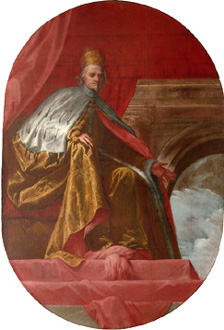
Francesco Corner (1575–1656), von Pietro Liberi
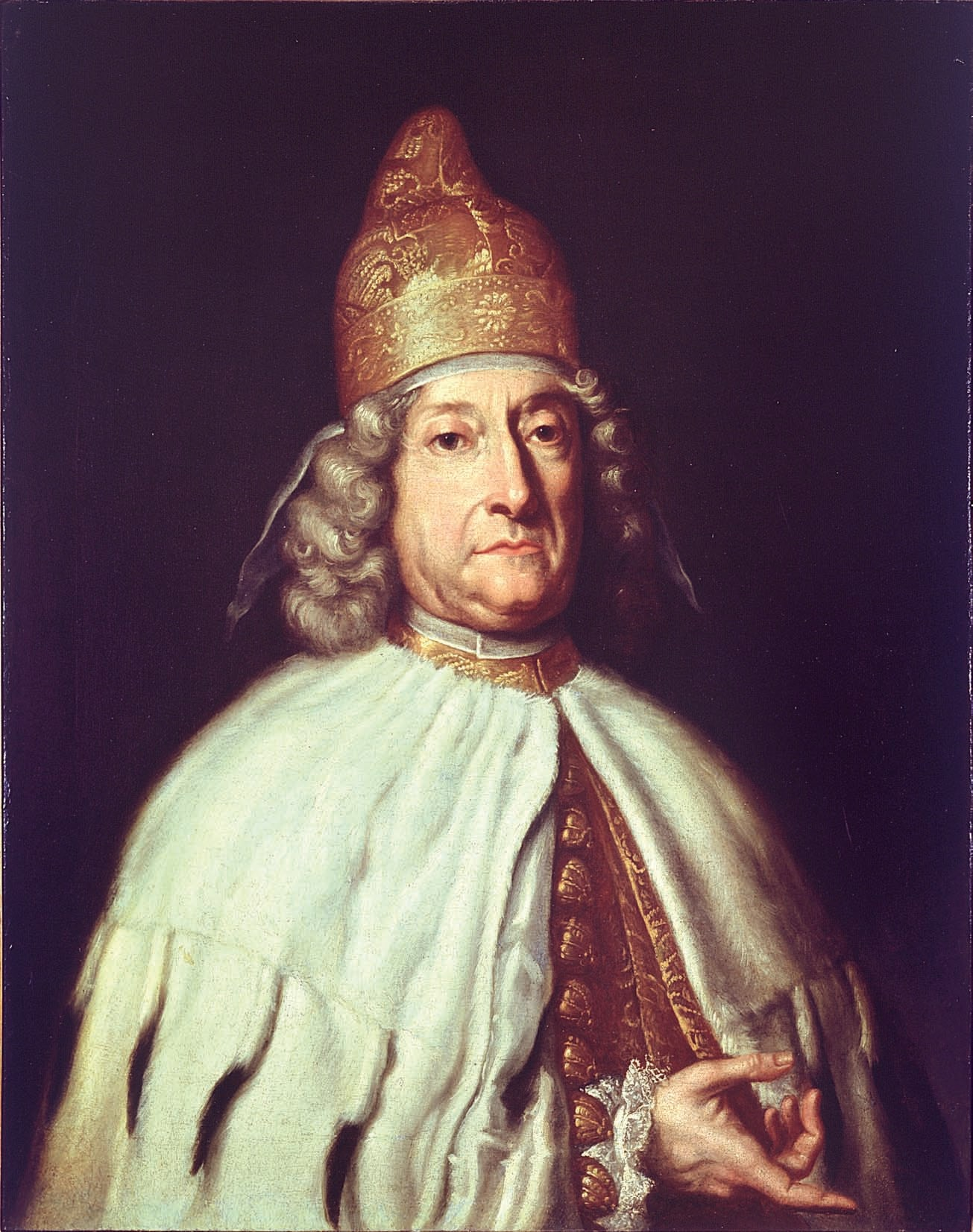
Giovanni II. Corner (1647–1722)

### Sonstige
- Andrea Cornaro (1511–1551), italienischer Kardinal, Bischof von Brescia
- Caterina Cornaro (1454–1510), Königin von Zypern
- Elena Lucrezia Cornaro Piscopia (1646–1684), italienische Philosophin
- Federico Cornaro (Kardinal) (1531–1590), italienischer Kardinal, Bischof von Padua
- Federico Baldissera Bartolomeo Cornaro (1579–1653), italienischer Kardinal, Patriarch von Venedig
- Francesco Cornaro (Kardinal, 1478) (1478–1543), italienischer Kardinal
- Francesco Cornaro (Kardinal, 1547) (1547–1598), italienischer Kardinal
- Giorgio Cornaro (1658–1722), italienischer Kardinal, Bischof von Padua
- Giovanni Cornaro (Kardinal) (1720–1789), italienischer Kardinal
- Alvise Corner, † 1566, venezianischer Humanist
- Marco Cornaro (Kardinal) (1482–1524)
- Pietro Cornaro (1377–1388), Herzog von Argos und Nauplia

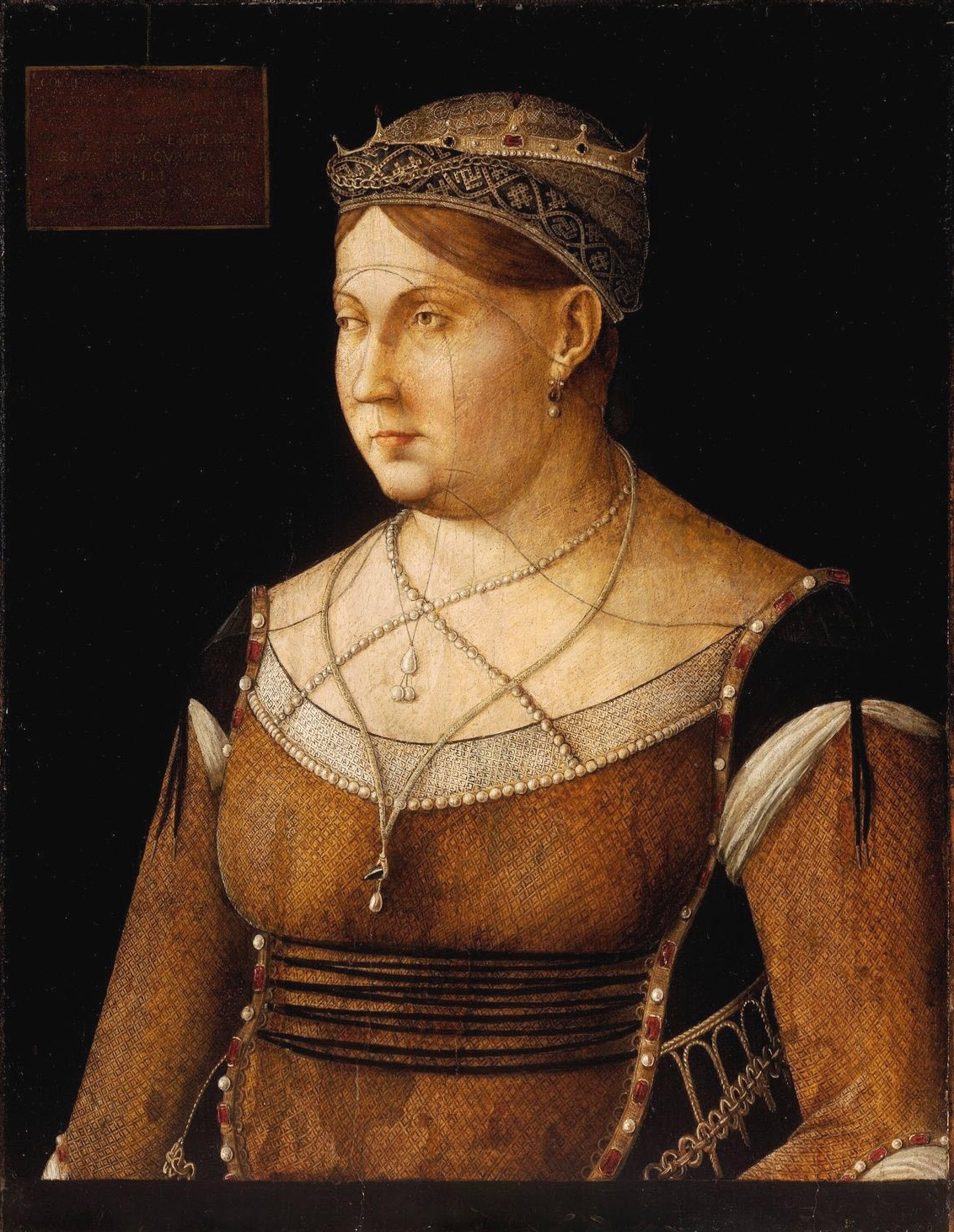
Caterina Cornaro (1454–1510), Königin von Zypern (von Gentile Bellini)
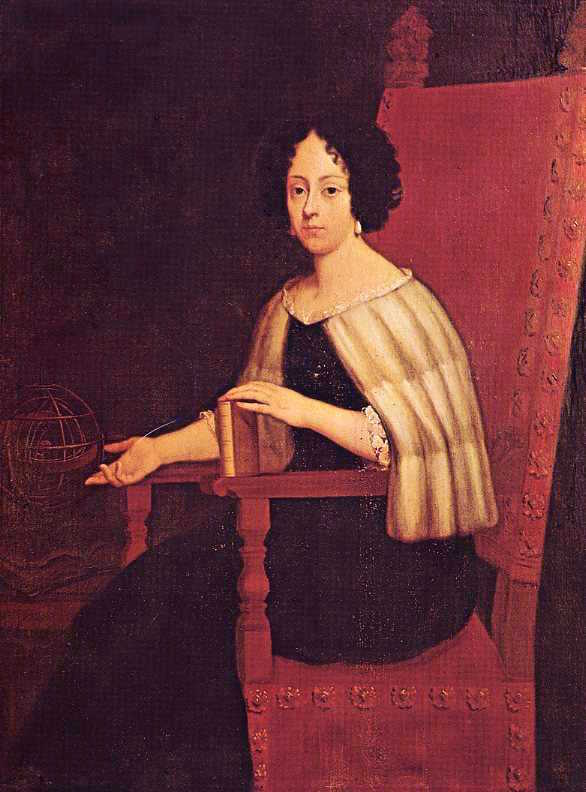
Elena Lucrezia Cornaro Piscopia (1646–1685), Philosophin
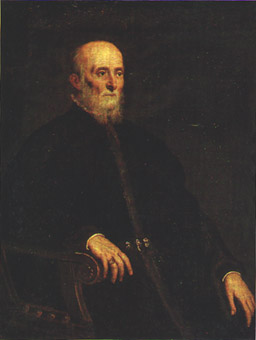
Alvise Corner (1467–1565), Humanist (von Jacopo Tintoretto)

## Siehe auch

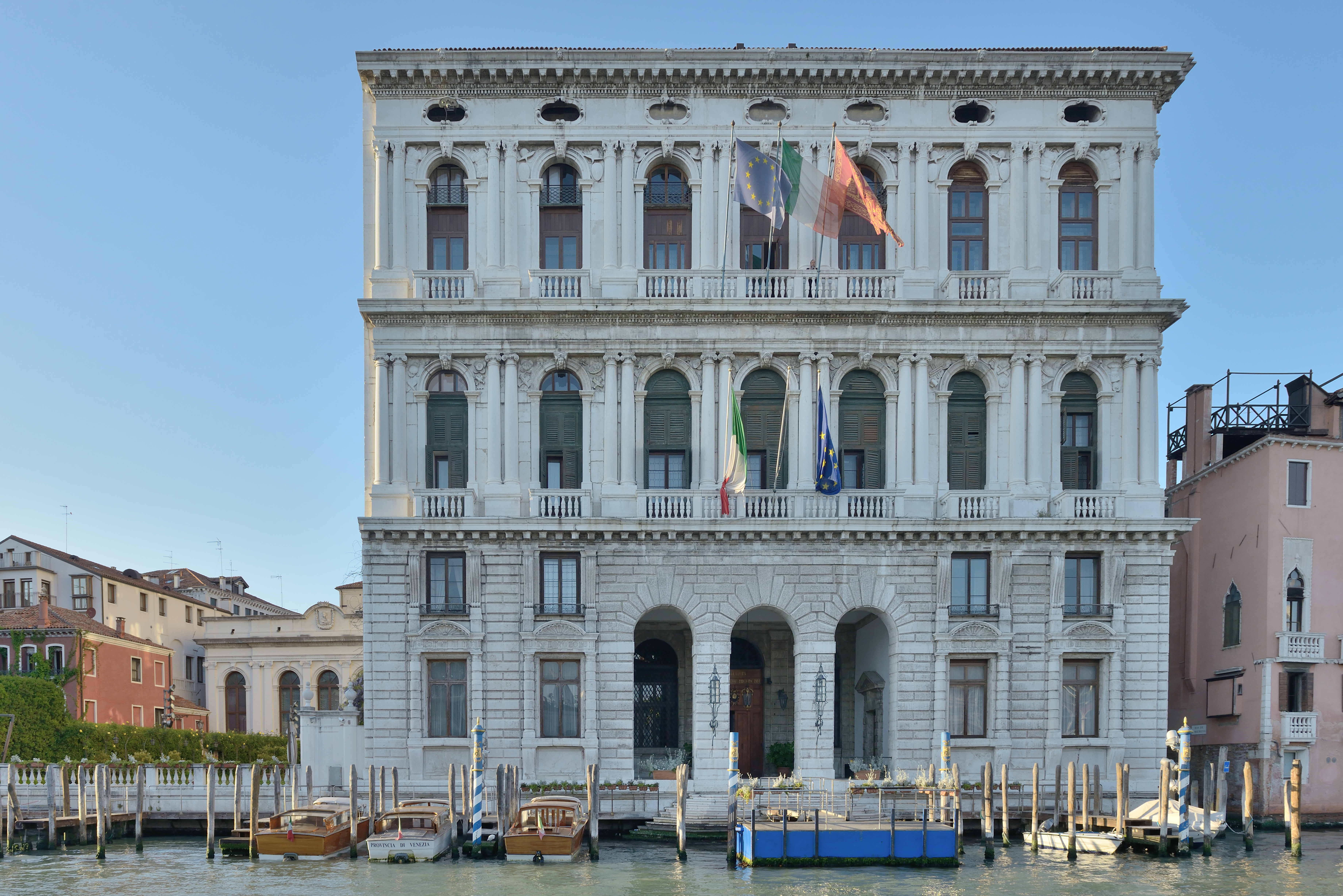
Ca’ Corner, einer der acht Paläste entlang des Canal Grande, die von der Familie Cornaro in Auftrag gegeben wurden.
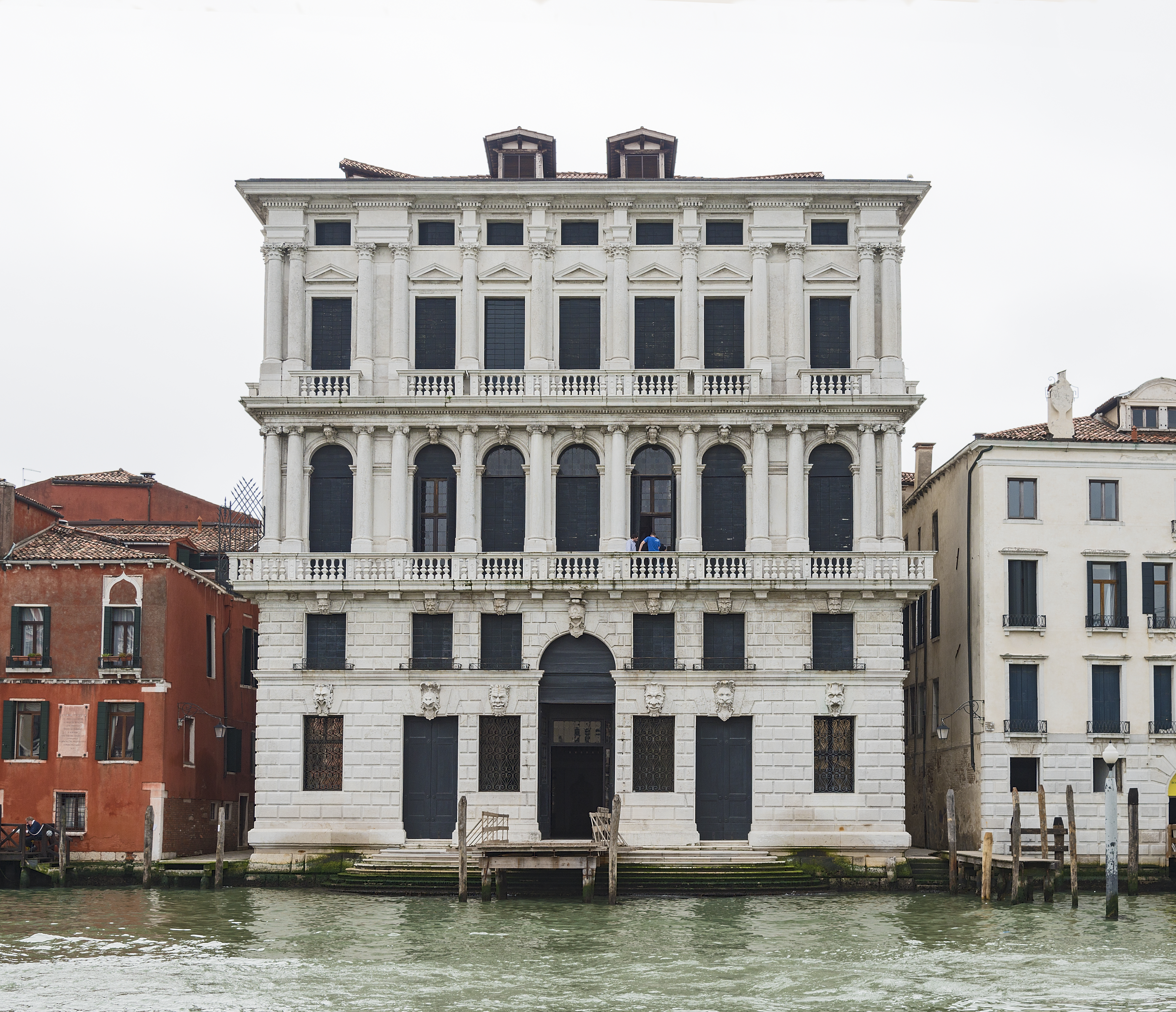
Ca’ Corner della Regina, Venedig
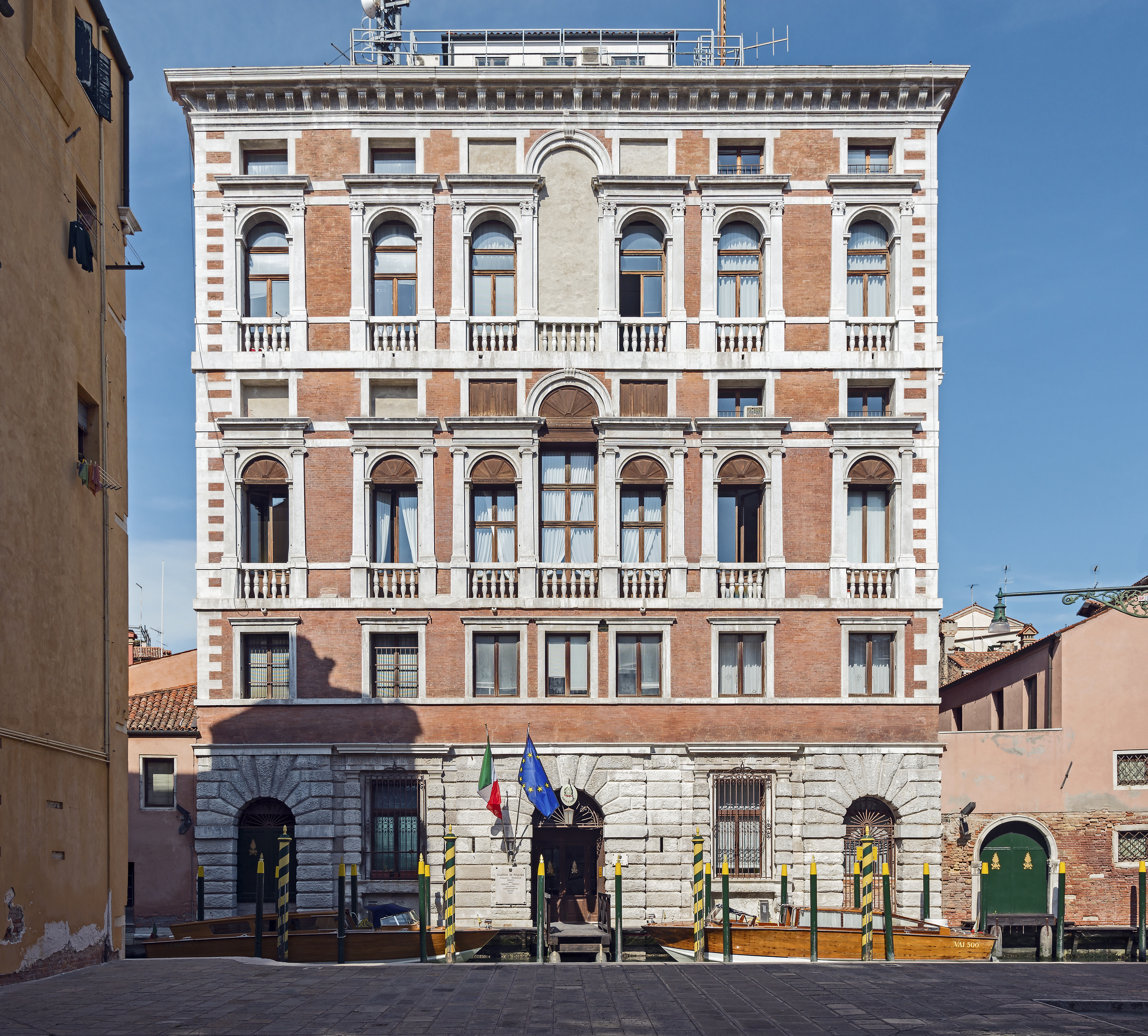
Palazzo Corner Mocenigo, Venedig
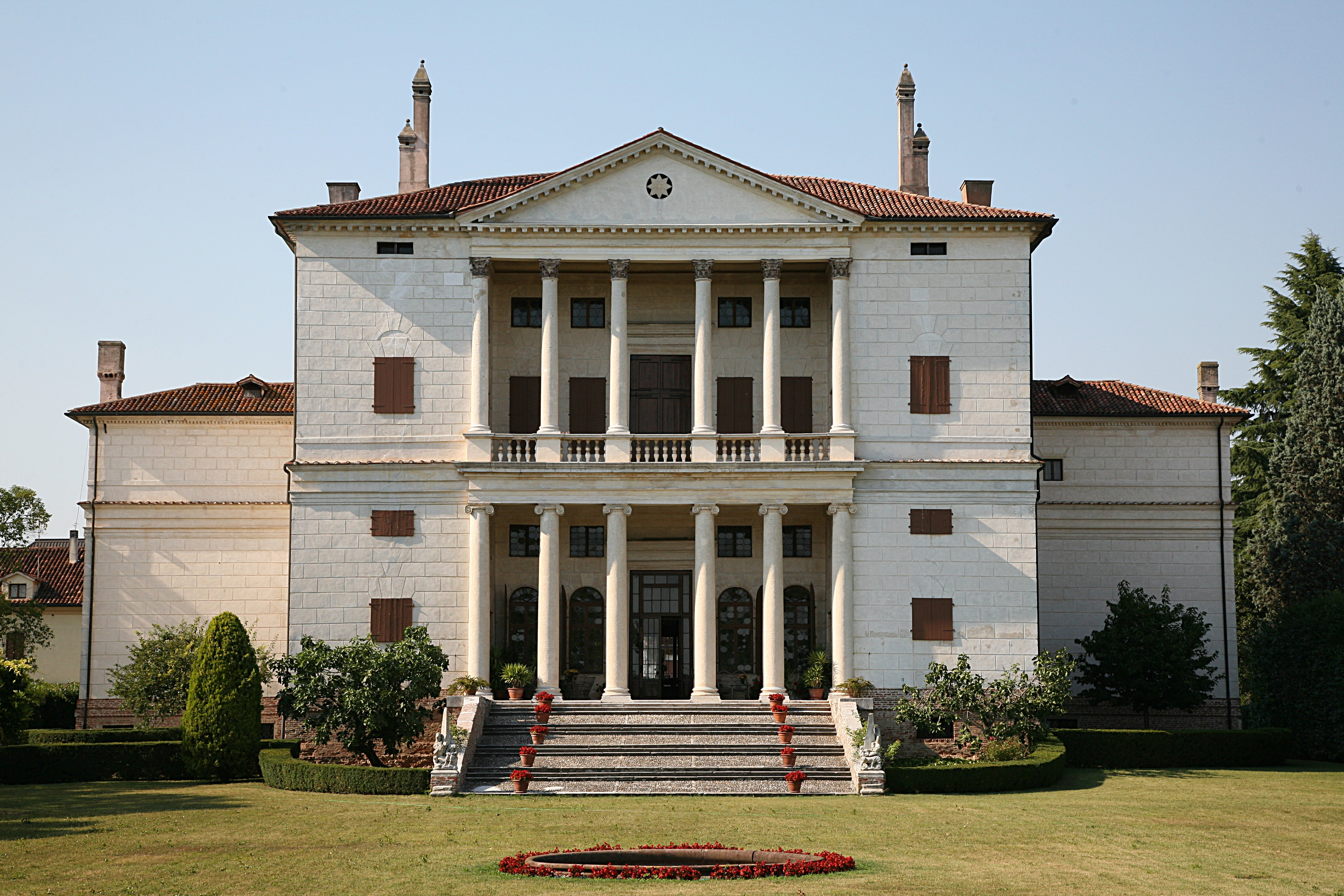
Villa Cornaro (erbaut ca. 1552 von Andrea Palladio)